# Kuri Kuri Mix
Kuri Kuri Mix, у Північній Америці також відома як The Adventures of Cookie & Cream — пригодницька відеогра розроблена компанією FromSoftware для платформи PlayStation 2 та випущена у 2000 році. В 2007 гру було портовано на Nintendo DS під назвою Cookie & Cream.

## Сюжет
Chestnut (Каштан) (відомий як Cookie (Печиво) в північноамериканська версіях) і Cream (Вершки) - це два кролики, які повертаються додому напередодні "Місячного Фестивалю" (англ. Moon Festival) свого клану. Однак під час подорожі додому вони зустрічають гінця, який повідомляє їм, що місяця вже немає, і якщо його ніхто не знайде, то цього фестивалю більше не буде. Після того, як кожному з них таємничий посланець вручає корону як символ мужності, вони вирушають у подорож, щоб повернути місяць.

## Ігровий процес
Гравці можуть вибирати із двох різних режимів: протистояння та сюжет. У сюжетному режимі (один або два гравці) гравці повинні направити Cookie та Cream до мети до того, як закінчиться час. У сюжетному режимі для одного гравця гравець одночасно контролює як Cookie, так і Cream; у режимі двох гравців кожен гравець керує одним персонажем. У версії PS2 обидва гравці можуть використовувати окремі контролери, або обидва вони можуть використовувати один і той же контролер, причому один гравець тримає ліву сторону, а інший праву сторону. Протягом всієї гри Cookie повинен проходити через безліч перешкод. Більшість перешкод вимагають від Cookie або Cream певної дії, щоб інший міг пройти повз перешкоду. Гравці можуть збирати срібні годинники, які додають 20 секунд часу, і золоті годинники, які додають 50 секунд часу, коли вони грають через рівні. Протягом сюжетного режиму гравці можуть збирати шматочки головоломки, щоб розблокувати більше персонажів режиму Протистояння. У режимі Протистояння від 2 до 4 гравців змагаються, щоб набрати якомога більше очок, перш ніж вони досягають кінцевої цілі. Режим Протистояння у версії PS2 також пропонує підтримку Multitap, що дозволяє одночасно використовувати до 4 контролерів.

## Реліз на Nintendo DS
У 2007 році гру було портовано на платформу Nintendo DS під назвою Cookie & Cream.
Версія Nintendo DS перероблена з урахуванням особливостей системи. Замість того, щоб обидва гравці виконували завдання на платформі на розділеному екрані, перший гравець виконує дії на платформі на верхньому екрані, а другий гравець виконує контекстні дії та вирішує  головоломки стилусом на нижньому екрані. Як і в версію для PS2 в Cookie & Cream можна грати як в режимі  для одного гравця, де одна особа контролює обох персонажів, так і у спільну гру, коли один гравець керує Cookie, а інший відповідає за Cream. Багатокористувацька гра доступна як з локальним бездротовим з’єднанням, так і через Nintendo Wi-Fi Connection.  Додатковий вміст включає режим бою з 20 конкурентними міні-іграми, в які можна грати ще з трьома іншими гравцями.

## Оцінки та відгуки
Kuri Kuri Mix отримала "загалом сприятливі відгуки" згідно з агрегатором рецензій вебсайтом Metacritic. Критики високо оцінили інноваційний та розважальний геймплей гри, а також її химерну естетику та загальну атмосферу. Game Informer дав позитивний відгук майже за два місяці до виходу у США . Грег Орландо з Next Generation резюмував гру одним словом: "Смачно".
Японський ігровий журнал Famitsu оцінив гру на 30 пунктів із 40.
Версія Nintendo DS отримала "змішані" відгуки згідно з агрегатором рецензій вебсайтом Metacritic. GameSpy похвалив порт як "ідеальний варіант для подвійних екранів DS та бездротових можливостей", і насолоджувався тим, як головоломки із сенсорним екраном впливають на платформування. GameSpot насолоджувався "унікальним дизайном та серйозними труднощами" гри, але критикував "м'який" дизайн платформи, вважаючи міні-ігри з сенсорним екраном "досить привабливими та веселими". Eurogamer описав зміни в геймплеї як "трохи невтішні", оскільки гравець, який відповідає за сенсорний екран, мало залучений, і зауважив, що "часто цікавіше вирішувати труднощі самостійно, що дає більше можливостей кинути собі виклик", але дійшов висновку, що "цікаво пограти з другом або прийти на допомогу молодшому гравцеві". Японський ігровий журнал Famitsu оцінив порт на 23 пунктів із 40.